# The Cambridge Dictionary of Philosophy
The Cambridge Dictionary of Philosophy es un diccionario de términos filosóficos publicado por Cambridge University Press y editado por Robert Audi. El diccionario se publica desde 1995 y está ahora en su segunda edición. La junta editorial de asesores consta de 28 miembros y 440 colaboradores.
Es considerada «la mejor herramienta de filosofía en un solo tomo».